# Lydia Wideman
Lydia Wideman, później Lehtonen (ur. 17 maja 1920 w Vilppula, zm. 13 kwietnia 2019 w Tampere) – fińska biegaczka narciarska, złota medalistka olimpijska z Oslo.

## Kariera
Igrzyska olimpijskie w Oslo w 1952 roku były pierwszymi i zarazem ostatnimi w jej karierze. Triumfowała na dystansie 10 kilometrów stylem klasycznym, wyprzedzając rodaczki Mirję Hietamies i Siiri Rantanen. Był to olimpijski debiut biegów narciarskich w wykonaniu kobiet – do tej pory na igrzyskach startowali tylko mężczyźni. Tym samym została pierwszą w historii mistrzynią olimpijską w biegach narciarskich.
Nie startowała na mistrzostwach świata. Wideman była mistrzynią Finlandii w biegu na 10 km, a rok wcześniej na tym samym dystansie zajęła drugie miejsce. Wygrała też między innymi bieg na 10 km podczas zawodów Salpausselän Kisat w 1952 roku. Łącznie w 1952 roku wystartowała w 13 biegach, wygrywając wszystkie z nich.

## Osiągnięcia

### Igrzyska Olimpijskie
| Miejsce | Dzień     | Rok  | Miejscowość | Konkurencja             | Czas biegu | Strata | Zwyciężczyni |
| ------- | --------- | ---- | ----------- | ----------------------- | ---------- | ------ | ------------ |
| 1.      | 23 lutego | 1952 | Oslo        | 10 km stylem klasycznym | 41:40 min  | -      | -            |